# Hành chính Việt Nam thời Tự chủ
Hành chính Việt Nam thời Tự chủ phản ánh bộ máy chính quyền từ trung ương tới địa phương của Việt Nam dưới thời Tự chủ trong lịch sử Việt Nam.

## Chính quyền trung ương
Thời Tự chủ, các Tiết độ sứ tuy cai trị độc lập nhưng trên danh nghĩa vẫn là phiên thần của Trung Quốc. Sử sách ghi chép không rõ thông tin về bộ máy chính quyền trung ương do họ Khúc và các Tiết độ sứ kế tiếp thiết lập trong lãnh thổ mà họ cai trị. Các sử gia nhìn nhận là bộ máy còn khá giản đơn, hoạt động chưa được thể chế hóa, việc lựa chọn quan lại chưa có chế độ rõ rằng, pháp luật chưa thành văn
Trung tâm Tĩnh Hải quân vẫn được các Tiết độ sứ đặt tại Đại La (Tống Bình cũ, tức Hà Nội) như thời thuộc Đường. Có ý kiến cho rằng Đại La trong nhiều năm là trung tâm cai trị của các triều đình Trung Quốc, là trung tâm thương mại sầm uất nhiều đời chủ yếu của các thương nhân người Hoa nắm giữ. Đại La do đó là nơi tụ tập nhiều người phương Bắc, từ các quan lại cai trị nhiều đời, các nhân sĩ từ phương Bắc sang tránh loạn và các thương nhân, thế lực của họ ở Đại La không phải nhỏ. Do đó lực lượng này dễ tiếp tay làm nội ứng khi quân phương Bắc trở lại. Việc Khúc Thừa Mỹ nhanh chóng thất bại trước quân Nam Hán được xem có một nguyên nhân từ đây.

## Chính quyền địa phương
Đầu thời Tự chủ, lãnh thổ các Tiết độ sứ cai quản Tĩnh Hải quân tương đương 12 châu thời thuộc Đường là (nếu kể cả các châu Kimi là 13):
1. Giao châu tương đương với vùng phía nam sông Hồng và sông Đuống, thuộc Hà Nội, Bắc Ninh, một phần Hưng Yên
2. Lục châu tương đương gồm một phần phía nam Khâm Châu (Quảng Tây, Trung Quốc) và dải đất dọc biển của tỉnh Quảng Ninh hiện nay. Miền núi tỉnh Quảng Ninh vẫn là các châu ki mi (ràng buộc lỏng lẻo)
3. Phong châu: được xác định vị trí ở ngã ba Bạch Hạc, phần dưới thung lũng sông Chảy, sông Thao và sông Đà.
4. Trường châu được xác định vị trí tương đương miền Nho Quan, Yên Khánh tỉnh Ninh Bình.
5. Ái châu tương đương tỉnh Thanh Hóa
6. Diễn châu tương đương miền bắc Nghệ An gồm các huyện Diễn Châu, Yên Thành, Quỳnh Lưu, Nghĩa Đàn, Quỳ Châu
7. Hoan châu tương đương các huyện phía nam Nghệ An và một phần tỉnh Hà Tĩnh
8. Phúc Lộc châu được xác định vị trí tại phía nam Hà Tĩnh và Quy Hợp, Ngọc Ma phía bắc Hoành Sơn
9. Thang châu: Được xác định vị trí ở gần Ung châu, tức thành phố Nam Ninh, Quảng Tây, Trung Quốc[4].
10. Chi châu: được xác định là huyện Hàn Thành, phủ Khánh Viễn, tỉnh Quảng Tây, Trung Quốc[4].
11. Vũ Nga châu: được xác định vị trí tại phủ Khánh Viễn tỉnh Quảng Tây, Trung Quốc[5].
12. Vũ An châu: Được xác định vị trí tại phủ Thái Bình, Quảng Tây, Trung Quốc[5].
13. Các châu ki mi: vùng Quy Hóa, Cam Đường, Yên Bái, Lào Cai, thượng du sông Đà, châu Bình Nguyên ở Hà Giang, Tuyên Quang, Lạng Sơn hiện nay.

Lãnh thổ này bao gồm Bắc Bộ và Bắc Trung Bộ Việt Nam, kéo dài tới phía bắc dãy Hoành Sơn, thêm một phần phía tây nam tỉnh Quảng Tây, Trung Quốc hiện nay.
Từ mô hình của chính quyền đô hộ nhà Đường với Tĩnh Hải quân, nhằm khắc phục tình trạng phân tán quyền lực vào tay các thủ lĩnh địa phương, Khúc Hạo đã có những cố gắng đầu tiên, nhằm xây dựng chính quyền độc lập, thống nhất từ trung ương đến xã. Sau khi lên cầm quyền năm 907, ông lấy lộ thay châu, lấy phủ châu thay cho huyện. Thời thuộc Đường, dưới châu là hương, Khúc Hạo đổi hương là giáp, các đơn vị bên dưới giáp là xã.
Trình tự các cấp đơn vị hành chính dưới thời thuộc Đường là Châu - Huyện – Hương – Xã, còn trình tự các cấp đơn vị hành chính dưới thời Tự chủ là: Lộ - Phủ - Châu – Giáp - Xã. Mỗi xã đặt ra xã quan, một người chánh lệnh trưởng và một người tá lệnh trưởng. Mỗi giáp có một quản giáp và một phó tri giáp để trông nom việc kê hộ khẩu, nhân khẩu và việc thu thuế.
Theo sách "An Nam chí nguyên", Khúc Hạo đặt thêm 150 giáp, cộng với những giáp (vốn là hương) trước đây nhà Đường đặt, cả thảy toàn bộ Tĩnh Hải quân có 314 giáp. Bằng việc cải cách này, chính quyền họ Khúc đã ý thức được việc quản lý đến chính quyền cấp cơ sở (giáp và xã).
Tuy ghi chép về cải cách, thay đổi về hành chính của Khúc Hạo, sử sách không ghi rõ ông đã đặt các đơn vị hành chính ra sao. Sau thời họ Khúc, Tĩnh Hải quân đã bị đưa trở lại dưới quyền cai quản của chính quyền phương Bắc (nước Nam Hán) trong một khoảng thời gian (khoảng 923 hoặc 930-931). Dù sử sách không nói tới việc vua Nam Hán bãi bỏ cải cách Khúc Hạo để lập lại trật tự hành chính như thời thuộc Đường, nhưng thực tế là đến những giai đoạn lịch sử kế tiếp (thời Ngô, Đinh và Tiền Lê), sử sách vẫn ghi chép tên một số đơn vị hành chính như thời thuộc Đường (bên cạnh một số tên đơn vị hành chính mới). Đào Duy Anh cho rằng vì Khúc Hạo đương thời chưa thể thực hiện cải cách thật toàn diện.